# Good Times
«Good Times» — пісня гурту Chic, випущена 1979 року. Вийшла в альбомі Risqué, а також як сингл. 
Пісня досягала першої позиції у чарті Billboard Hot 100 і потрапила до списку 500 найкращих пісень усіх часів за версією журналу Rolling Stone